# 岩手県道・宮城県道187号大門有壁線
岩手県道・宮城県道187号大門有壁線（いわてけんどう・みやぎけんどう187ごう だいもんありかべせん）は、岩手県一関市花泉町金沢から宮城県栗原市金成有壁に至る一般県道である。

## 概要

### 路線データ
- 実延長：4,186.4 m
  - 岩手県側：454.0 m[1]
  - 宮城県側：3,732.4 m[2]
- 起点：岩手県一関市花泉町金沢[1]（国道342号交点）
- 終点：宮城県栗原市金成有壁下大沢田16番2地先[2]（国道4号交点）

## 歴史
- 1958年（昭和33年）3月31日 - 宮城県側の区間が金沢有壁線として県道に認定される[3]。
- 1959年（昭和34年）3月31日 - 岩手県側の区間が金沢有壁線として県道に認定される[4][1]。
- 1977年（昭和52年） - 路線名が大門有壁線に変更される[5]。
- 2019年（平成31年）3月29日 - 有壁停車場線が廃止され[6]、当路線に組み込まれる[2]。

## 地理

### 通過する自治体
- 岩手県
  - 一関市
- 宮城県
  - 栗原市

### 交差する道路
- 国道342号（一関市花泉町金沢字赤沼沢）
- 宮城県道185号有壁若柳線（栗原市金成有壁新町）
- 国道4号（栗原市金成有壁下大沢田）